# درختان فسیلی شیخ محمدلو
درختان فسیلی شیخ محمدلو یکی از آثار طبیعی ملی ایران در شهرستان مشگین‌شهر استان اردبیل و مجموعه‌ای از درختان فسیلی است که از دوره‌های پیشین زمین‌شناسی وجود داشته است. این منطقه یک پهنه کوچک به وسعت ۱۹۵ هکتار است که در تاریخ ۱۳ اردیبهشت ۱۴۰۳، طی مصوبه سی و هشتمین جلسه شورای عالی محیط زیست، به عنوان اثر طبیعی ملی ثبت شده است.

## ویژگی‌ها
درختان فسیلی شیخ محمدلو از آثار فعالیت آتشفشان سبلان هستند که بر اثر فوران گدازه‌های آتشفشان دفن و فسیل شده‌اند. این درختان مربوط به حدود ۵۰۰ هزار سال قبل و دوره پلیستوسن بوده و شامل درختان سوزنی‌برگ و از نوع کاج هستند.